# Calenus
Calenus, il cognomen di una famiglia della gens Fufia; probabilmente è derivato da Cales, un municipium in Campania;  ma è incerto se il nome indicava solo l'origine della famiglia, o se il primo a portarlo lo avesse derivato dalla conquista della città di Cales; la seconda è la supposizione più probabile.  Il nome si presenta su una moneta della gens Fufia.  (Eckhel, Ernest Babelon)